# Ракоци тер (станция метро)
«Ракоци тер» (венг. Rakoczi ter — площадь Ракоци) — станция Будапештского метрополитена. Расположена на линии M4 (зелёной), между станциями «Кальвин тер» и «II Янош Пал папа тертер».
Открыта 28 марта 2014 года в составе пускового участка линии M4 «Келенфёльд вашуталломаш» — «Келети пайаудвар».
Находится под одноимённой площадью. И площадь и станция названы в честь Ференца II Ракоци. Площадь примыкает к большому полукольцу бульваров (венг. Nagykörút) от моста Петёфи до моста Маргит.

## Наземный транспорт
Автобус: 923; трамваи: 4, 6